# 德川昌丸
德川昌丸（1846年2月3日—1847年9月29日），御三卿一橋德川家第8代當主，官位為贈從三位左近衛權中將。

## 生平
德川昌丸在弘化三年正月初八（1846年2月3日）出生，是德川齊莊的遺腹子，次年五月初七過繼給一橋家的德川慶壽作末期養子，同日繼承為一橋家家督。由於一橋家當主在當時幾乎是將軍家世子後的將軍繼承人選，故這意味著昌丸有機會成為幕府將軍。
不過，昌丸繼承一橋家僅僅三個月就夭折了，嘉永元年（1848年）四月初十贈官位從三位左近衛權中將，葬增上寺，同時德川治濟一脈的一橋家至此斷絕。
| 德川昌丸        |                       |                 |
| 王位覬覦者      |                       |                 |
| 前任： 德川慶壽 | 一橋德川家當主 1847年 | 繼任： 德川慶喜 |